# Église Sainte-Thérèse des Joncherolles (Pierrefitte-sur-Seine)
L'église Sainte-Thérèse des Joncherolles est située 21, avenue Nungesser et Coli, à Pierrefitte-sur-Seine (Seine-Saint-Denis).
En 1927, une chapelle appelée Notre-Dame-du-Salut-Hors-les-Murs est édifiée et bénie en octobre 1927 par le cardinal Louis-Ernest Dubois, archevêque de Paris.
Devenue trop petite dans un quartier en expansion démographique dans les années 1950, un nouvel édifice de 800 places, de plan carré, est bâti avec des matériaux traditionnels : charpente en bois et couverture d'ardoises est construit dans les années 1960.
Une collecte de fonds initiée par l’Œuvre des Chantiers du Cardinal est organisée pour réunir les fonds nécessaires à la construction
Les douze verrières latérales présentent des vitraux de Marguerite Huré et Marcelle Lecamp. Elles évoquent des scènes de l’Ancien et du Nouveau Testament et sont disposées de manière traditionnelle avec les couleurs froides au nord et les couleurs chaudes au sud.
Des concerts de musique religieuse et profane y sont parfois organisés.
L'église a reçu en 2011 le label « Patrimoine du XXe siècle ». C'est une station du chemin de Compostelle qui traverse Plaine Commune.